# Liste der diplomatischen Vertretungen in Somalia

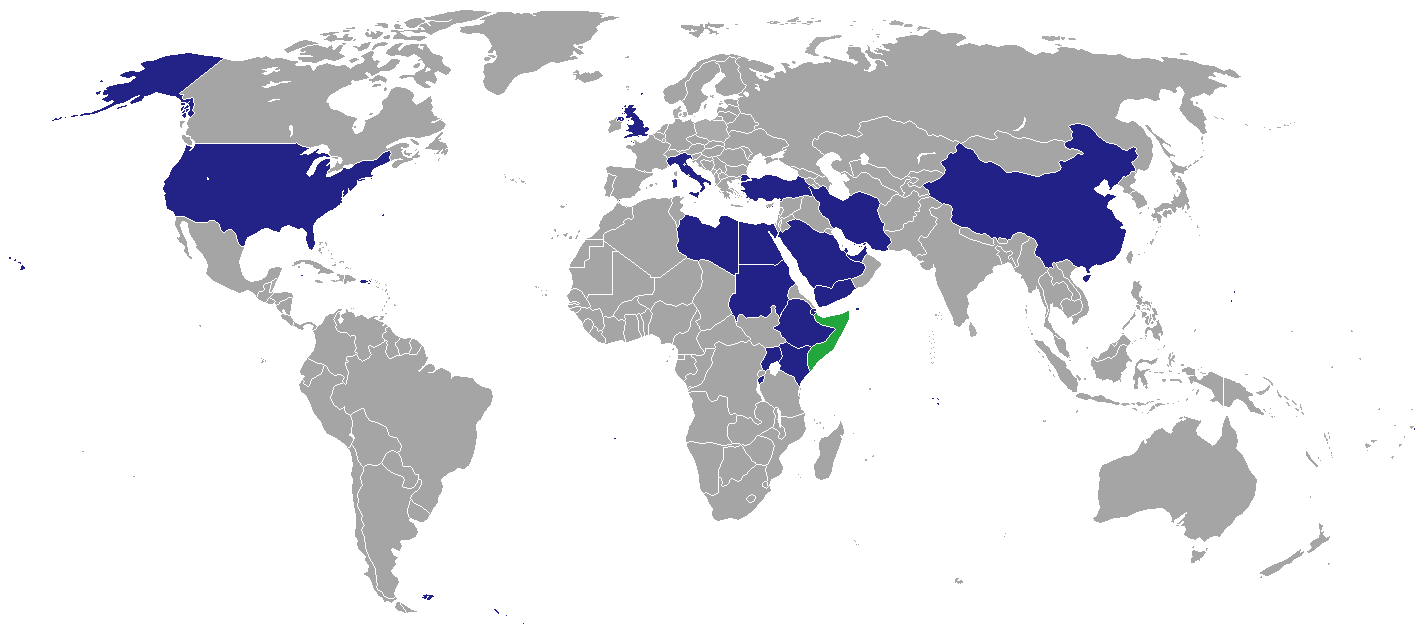
Staaten mit einer Botschaft in Somalia

Die Liste der diplomatischen Vertretungen in Somalia führt Botschaften und Konsulate auf, die im afrikanischen Staat Somalia eingerichtet sind (Stand 2019).

## Botschaften in Somalia
17 Botschaften sind in der Hauptstadt Somalias eingerichtet (Stand 2019).

### Staaten
| - Burundi: Botschaft - Volksrepublik China: Botschaft - Dschibuti: Botschaft - Ägypten: Botschaft - Äthiopien: Botschaft - Iran: Botschaft - Italien: Botschaft - Kenia: Botschaft - Libyen: Botschaft - Katar: Botschaft - Sudan: Botschaft - Türkei: Botschaft - Uganda: Botschaft - Vereinigte Arabische Emirate: Botschaft - Vereinigtes Königreich: Botschaft - Vereinigte Staaten: Botschaft - Jemen: Botschaft |